# Pidlubî, Iemilciîne
Pidlubî (în ucraineană Підлуби) este localitatea de reședință a comunei Pidlubî din raionul Iemilciîne, regiunea Jîtomîr, Ucraina.

## Demografie
Componența lingvistică a localității Pidlubî
     Ucraineană (98,48%)
     Rusă (1,32%)
Conform recensământului din 2001, majoritatea populației localității Pidlubî era vorbitoare de ucraineană (98,48%), existând în minoritate și vorbitori de rusă (1,32%).